# Kožichovice
Kožichovice település Csehországban, a Třebíči járásban. Kožichovice Vladislav, Třebíč, Slavičky, Klučov és Střítež településekkel határos. Lakosainak száma 472 fő (2024. január 1.).

## Népesség
A település lakosságának változását az alábbi diagram mutatja:
| Lakosok száma | 361  | 417  | 450  | 389  | 376  | 352  | 409  | 439  | 445  | 472  |
|               | 1869 | 1890 | 1921 | 1950 | 1980 | 2001 | 2017 | 2019 | 2022 | 2024 |